# Bernard Poletti
Pour les articles homonymes, voir Poletti.
Bernard Poletti, né le 1er mars 1946 en Tunisie[réf. incomplète], est un diplomate français, qui a notamment dirigé les missions diplomatiques françaises à Abou Dhabi, Riyad et Téhéran.

## Biographie
Bernard Poletti est titulaire d'une licence ès-lettres, d'une licence en droit et de diplômes de l'Institut d'études politiques de Paris et de l'École nationale des langues orientales vivantes (arabe littéral, arabe maghrébin)[réf. incomplète].
Après avoir été admis au concours de secrétaire des affaires étrangères (Orient), il a occupé diverses fonctions à l'administration centrale du Quai d'Orsay et à Matignon (comité interministériel de la sécurité nucléaire). Il a été secrétaire d'ambassade à Tripoli, conseiller à Riyad et à New York (Nations unies)[réf. incomplète].
Il a dirigé les ambassades de France aux Émirats arabes unis (1991-1994), en Arabie saoudite (1998-2004) et en Iran (2005-2010).
Dans ce dernier poste, il gère notamment l'emprisonnement de la doctorante française Clotilde Reiss,.

## Distinctions
Il a été élevé à la dignité d'ambassadeur de France en juillet 2009.
- Chevalier de la Légion d'honneur au 31 décembre 1999[7].
- Officier de l'ordre national du Mérite au 15 novembre 2004[8].